# Шиєлійський сільський округ
Шиєлійський сільський округ (каз. Шиелі ауылдық округі, рос. Шиелийский сельский округ) — адміністративна одиниця у складі Шиєлійського району Кизилординської області Казахстану. Адміністративний центр та єдиний населений пункт — селище Шиєлі.
Населення — 35972 особи (2021; 29632 у 2009, 28621 у 1999, 28484 у 1989).
Станом на 1989 рік існувала Шиєлійська селищна рада (смт Шиєлі).